# The Gap (film 1914)
The Gap è un cortometraggio muto del 1914 diretto da Charles Brabin.
Sesto episodio del serial The Man Who Disappeared.

## Produzione
Il film fu prodotto dalla Edison Company.

## Distribuzione
Distribuito dalla General Film Company, il film - un cortometraggio in una bobina - uscì nelle sale cinematografiche degli Stati Uniti il 16 giugno 1914